# فابيو فونيني
فابيو فونيني (بالإيطالية: Fabio Fognini)‏ مواليد 24 مايو 1987 في سانريمو، هو لاعب كرة مضرب إيطالي يلعب باليد اليمنى بدأ مسيرته كمحترف عام 2004 ويحتل حالياً المرتبة رقم. 14 (29 أكتوبر 2018) في تصنيف رابطة محترفي كرة المضرب. أعلى تصنيف له في الفردي كان المركز الـ 13 في سنة 2014. شارك في دورة الألعاب الأولمبية الصيفية.

## روابط إضافية
- فابيو فونيني على موقع رابطة محترفي التنس (الإنجليزية)
- فابيو فونيني على موقع الاتحاد الدولي لكرة المضرب (الإنجليزية)
- فابيو فونيني على موقع كأس ديفيز (الإنجليزية)
- فابيو فونيني على موقع خلاصة التنس.كوم (الإنجليزية)
- فابيو فونيني على موقع إي إس بي إن.كوم (الإنجليزية)
- فابيو فونيني على موقع اللجنة الأولمبية الدولية (الإنجليزية)
- فابيو فونيني على موقع أوليمبيديا (الإنجليزية)
- فابيو فونيني على موقع AS.com (الإسبانية)
- Fognini Recent Match Results
- Fognini World Ranking History
- Fognini official website